# ケニア空軍
ケニア空軍（英語: Kenya Air Force）は、ケニアの空軍組織。

## 概要
ケニア領空の防衛と主権維持を主任務とし、陸海軍の支援および災害・非常事態時の文民協力を副次任務とする。
航空部隊は、2個戦闘飛行隊、1個輸送飛行隊、1個訓練飛行隊、1個ヘリコプター飛行隊で構成されている。装備は、アメリカとヨルダンから導入した21機のF-5E/F戦闘機のほか、10機の輸送機と33機の練習機、32機のヘリコプターが現役である。総兵員数は、2024年時点で2,500名。
なお、ケニアには空軍の他に警察にも航空隊があり、固定翼機6機とヘリコプター9機を保有している。

## 歴史
ケニア独立直後の1964年に創設された（1971年とする資料もある）。
1982年に、空軍将校の一部が軍事クーデターを企図するも失敗（1982 Kenyan coup attempt）、これにより空軍は一度解散させられている。その後ケニア陸軍の傘下で再開され、1994年にようやく独立した空軍としての立場を回復した。
1999年7月1日、前月にソマリア民兵がケニア領内に侵入し、ケニア陸軍のパトロール部隊を襲撃して武器や車両を略奪したことに対する警告として、爆装したF-5E戦闘機をソマリア領内で飛行させた。
2011年10月からの8か月間、初の国外戦闘となるソマリアでの対テロ作戦「Linda Nchi」を実施。アル・シャハブに対して戦闘機による対地攻撃や、ヘリによる陸軍特殊部隊の輸送などを行った。

## 保有装備

### 現役
| 機種名                 | 画像   | バージョン           | 運用数 | 備考                           |
| 戦闘機                 | 戦闘機 | 戦闘機               | 戦闘機 | 戦闘機                         |
| ---------------------- | ------ | -------------------- | ------ | ------------------------------ |
| F-5 タイガー           |        | F-5E/F               | 17 / 4 | アメリカとヨルダンから導入。   |
| 輸送機                 |        |                      |        |                                |
| C-27J スパルタン       |        |                      | 3      |                                |
| DHC-8                  |        |                      | 3      | 稼働状態は疑問                 |
| M-28 スカイトラック    |        | C-145A               | 3      |                                |
| Do-28                  |        | Do-28D-2             | (6)    | 保管中                         |
| フォッカー70           |        |                      | 1      | 要人輸送用                     |
| 練習機                 |        |                      |        |                                |
| ブルドッグ             |        | ブルドッグ103/127    | 8      | 稼働状態は疑問                 |
| EMB-312 ツカノ         |        | ショート ツカノ Mk51 | 11     | 数機は武装可能。稼働状態は疑問 |
| G120                   |        | G120A/TP             | 5 / 9  |                                |
| 回転翼機               |        |                      |        |                                |
| AH-1                   |        | AH-1F                | 3      |                                |
| AW139                  |        |                      | 3      |                                |
| フェニック             |        | H125M                | 8      |                                |
| Mi-171                 |        | Mi-171E              | 1      |                                |
| SA330 ピューマ         |        | SA330G               | 10     | 稼働状態は疑問                 |
| UH-1                   |        | UH-1H                | 7      |                                |
| 兵装                   |        |                      |        |                                |
| AIM-9 サイドワインダー |        |                      |        | 空対空ミサイル                 |
| AGM-65 マーベリック    |        |                      |        | 空対地ミサイル                 |

### 退役
- ホーカー ハンター[4]
- ストライクマスター Mk87[6]
- ホーク Mk52[6]
- DHC-2[4]
- DHC-4[7]
- DHC-5D[6]
- ターボコマンダー[7]
- PA-32[6]
- PA-31[7]
- ヒューズ500 D/M/MD/ME[6]
- アルエットII[4]
- IAR-330[6]
- SA-342[6]
- ベル47[7]
- TOW[6]